# 112 Iphigenia
Iphigenia /ˌɪfɪdʒɪˈnaɪə/ (định danh hành tinh vi hình: 112 Iphigenia) là một tiểu hành tinh khá lớn và quá tối ở vành đai chính. Thành phần cấu tạo của nó dường như bằng cacbonat nguyên thủy. Ngày 19 tháng 9 năm 1870, nhà thiên văn học người Mỹ gốc Đức Christian H. F. Peters phát hiện tiểu hành tinh Iphigenia và đặt tên nó theo tên Iphigenia, một công chúa bị cha hy sinh hiến tế trong thần thoại Hy Lạp.